# Verba, Volodîmîr-Volînskîi
Verba (în ucraineană Верба, poloneză Werba) este un sat în comuna Ovadne din raionul Volodîmîr-Volînskîi, regiunea Volînia, Ucraina.

## Demografie
Componența lingvistică a localității Verba
     Ucraineană (97,75%)
     Rusă (2,07%)
Conform recensământului din 2001, majoritatea populației localității Verba era vorbitoare de ucraineană (97,75%), existând în minoritate și vorbitori de rusă (2,07%).